# 叙里昂沃
叙里昂沃（法語：Sury-en-Vaux，法語發音：[syʁi ɑ̃ vo]，意为“谷地中的叙里”）是法国谢尔省的一个市镇，属于布尔日区。

## 地理
叙里昂沃（47°22'5"N, 2°48'17"E）面积15.82 平方千米，位于法国中央-卢瓦尔河谷大区谢尔省，该省份为法国中部省份，北起卢瓦雷省，西接卢瓦-谢尔省和安德尔省，南至克勒兹省，东南接阿列省，东临涅夫勒省。
与叙里昂沃接壤的市镇（或旧市镇、城区）包括：巴奈、梅讷图拉泰勒、桑塞尔地区圣热姆、圣萨蒂尔、叙布利尼、韦尔迪尼。

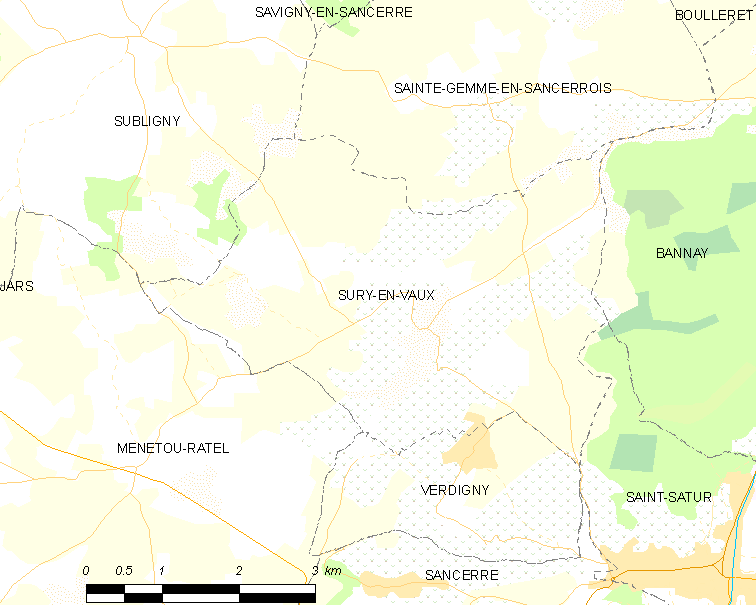
叙里昂沃的OSM定位图

叙里昂沃的时区为UTC+01:00、UTC+02:00（夏令时）。

## 行政
叙里昂沃的邮政编码为18300，INSEE市镇编码为18258。

## 政治
叙里昂沃所属的省级选区为桑塞尔县。

## 人口

1962-2008年间叙里昂沃人口变化图示

叙里昂沃于2022年1月1日时的人口数量为685人。